# Statsrådets Retsudvalg
 For alternative betydninger, se Statsråd. (Se også artikler, som begynder med Statsråd)
Statsrådets Retsudvalg (Judicial Committee of the Privy Council) er en af de højeste domstole i Storbritannien. Det er ligeledes den højeste appelinstans for adskillige uafhængige Commonwealth-stater, de britiske oversøiske territorier og de britiske kronbesiddelser.
Det usædvanlige ved det britiske retssystem er, at det ikke har en enkelt højeste domstol på nationalt plan. Retsudvalget er den sidste appelinstans på en række sagsområder; men hovedparten af civile og strafferetlige sager har dog den britiske højesteret som sidste appelinstans.
Domstolen omtales normalt blot som "Statsrådet", da en appel formelt set rettes direkte til den britiske majestæt ("Her Majesty in Council"), der derefter overdrager sagen til Retsudvalget, som behandler sagen og "rådgiver" majestæten om, hvorledes sagen bør afgøres. Dommerpanelet, der behandler sagen, omtales som "Bestyrelsen".
I Commonwealth-stater, der er republikker, rettes appellen ikke til den britiske majestæt, men direkte til Retsudvalget. Brunei er et særligt tilfælde, da appeller herfra rettes til Bruneis sultan, som derefter reagerer på Retsudvalgets rådgivning.
Det har siden 1960'erne været muligt for retsudvalgets bestyrelse at afgive dissentierende votum. I 2007 afgjorde retsudvalget, at det ikke nødvendigvis var bundet af sin egen præcedens, men kunne afgive modstridende råd, såfremt den tidligere rådgivning var ukorrekt.
Den 1. oktober 2009 flyttede Retsudvalget fra Statsrådets lokaler i Downing Street til Middlesex Guildhall, hvor også den britiske højesteret har sæde. Retsudvalget benytter retssal nr. 3.